# 博略 (多姆山省)
博略（法語：Beaulieu，法語發音：[boljø] ⓘ）是法国多姆山省的一个市镇，属于伊苏瓦尔区。

## 地理
博略（45°26'42"N, 3°17'8"E）面积8.65 平方千米，位于法国奥弗涅-罗讷-阿尔卑斯大区多姆山省，该省份为法国中南部省份，北起阿列省接壤，东临卢瓦尔省，南至上盧瓦爾省和康塔爾省，西接科雷兹省和克勒兹省。
与博略接壤的市镇（或旧市镇、城区）包括：欧扎拉孔贝勒、布拉萨克莱米讷、库兹河畔勒布勒伊、沙博尼耶莱米讷、圣日耳曼朗布龙、诺内特-奥尔索内特。

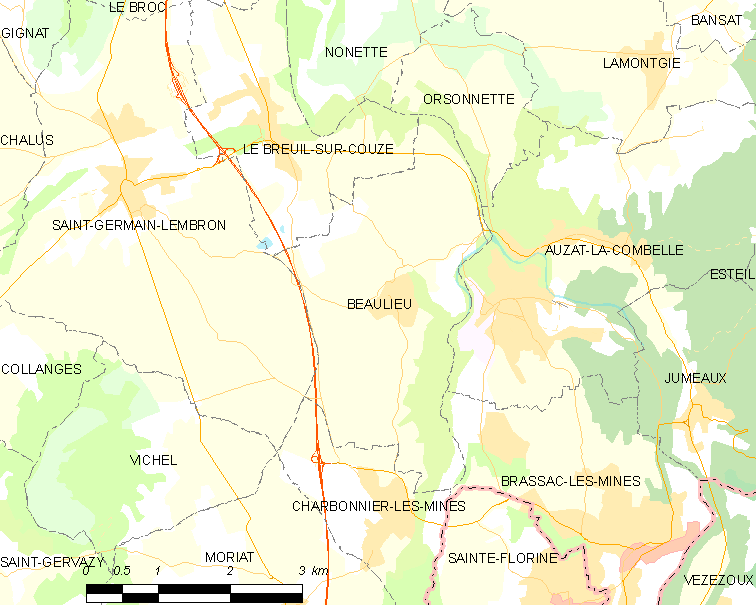
的OSM定位图

博略的时区为UTC+01:00、UTC+02:00（夏令时）。

## 行政
博略的邮政编码为63570，INSEE市镇编码为63031。

## 政治
博略所属的省级选区为布拉萨克莱米讷县。

## 人口

1962-2008年间人口变化图示

博略于2022年1月1日时的人口数量为474人。